# Johann Richter

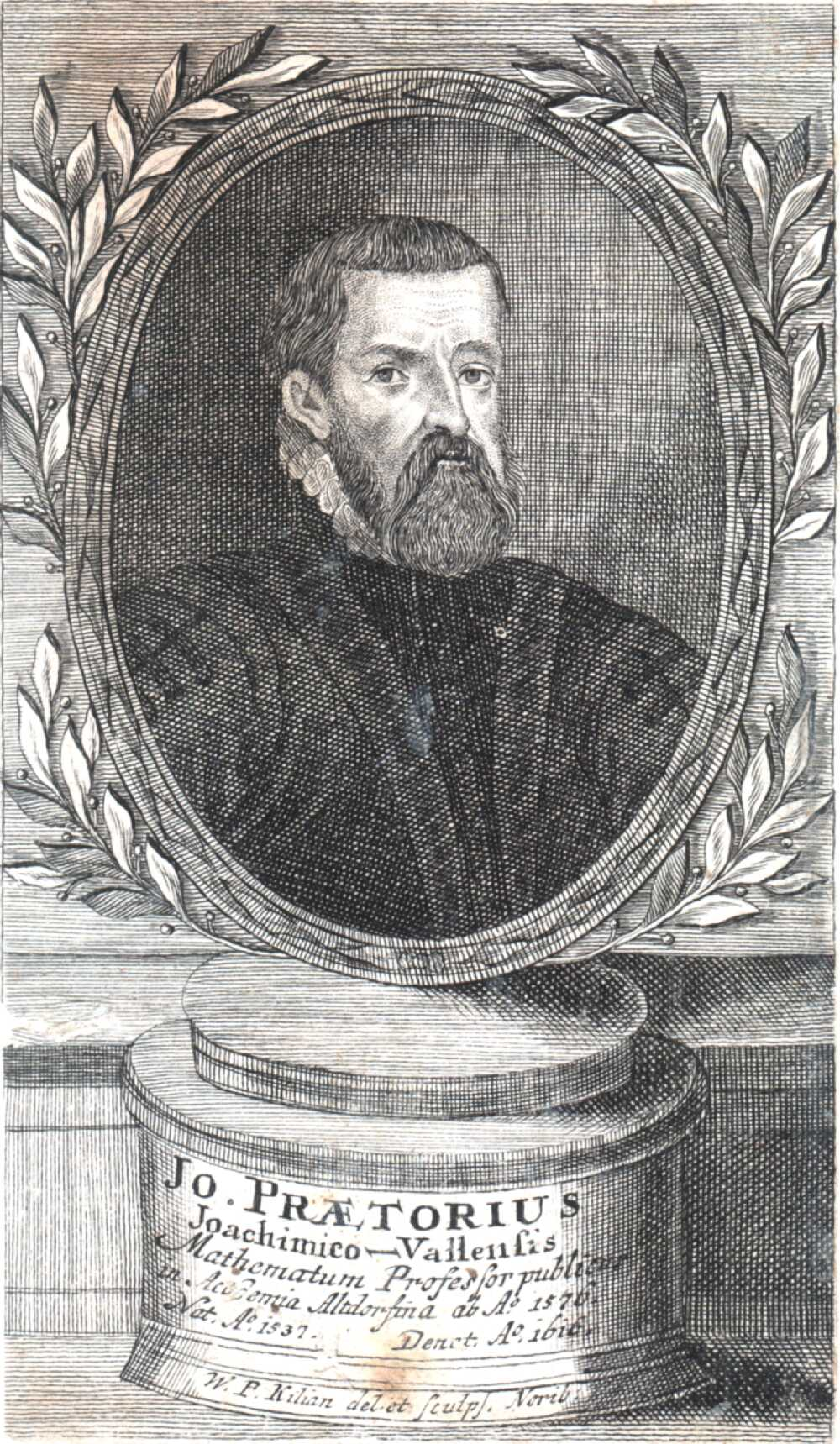
Johann Richter.

Johann Richter, även känd som Johannes Praetorius, född 1537 i Joachimsthal, död 27 oktober 1616 i Altdorf bei Nürnberg, var en tysk astronom. 
Richter var professor i matematik i Wittenberg 1571–76 och därefter i Altdorf. Han uppfann 1590 lantmäteritavlan, ett av lantmätarna under många år vid mätningar använt instrument. Han förfärdigade även olika slags matematiska instrument och utförde astronomiska observationer.